# Ramgoat Cay
Ramgoat Cay je hrid na Američkim Djevičanskim otocima, smješten 300 metara sjeveroistočno od Henley Caya i 400 metara sjeverno od Hawksnest Pointa na otoku Saint John. Visok je 9 metara i nalazi se unutar nacionalnog parka Djevičanskih otoka.